# Тёмкина, Елизавета Григорьевна
Елизаве́та Григо́рьевна Тёмкина (13 (24) июля 1775, Москва — 25 мая (6 июня) 1854) — предполагаемая дочь императрицы Екатерины II и светлейшего князя Г. А. Потёмкина-Таврического.

## Биография
По ряду исторических свидетельств и семейных легенд, не имеющих, впрочем, документального подтверждения и оспариваемых большинством историков, князь Г. А. Потёмкин-Таврический и императрица Екатерина II были тайно венчаны.
В 1775 году в доме Потёмкина появился младенец женского пола, которого назвали Елизаветой Григорьевной Тёмкиной (фамилия получена усечением от «Потёмкина»). Девочка появилась на свет тайно, но при дворе ходили слухи, что её матерью была императрица. Согласно официальной версии, в дни рождения девочки у государыни случилось расстройство желудка из-за немытых фруктов. Очевидно, роды прошли в Москве, в Пречистенском дворце, во время празднования Кючук-Кайнарджийского мира, которым закончилась русско-турецкая война.
Противники версии о материнстве Екатерины указывают на её солидный возраст («Госпоже Потёмкиной добрых сорок пять: самое время рожать детей», — иронизировал Людовик XVI) и на отсутствие интереса со стороны родителей к дальнейшей судьбе ребёнка (что контрастирует с судьбой графа Бобринского и подчёркнутой заботой Потёмкина о своих многочисленных родственниках). Нельзя исключать, что матерью девочки была одна из многочисленных любовниц фаворита.

Сын её, пытаясь продать портрет матери Третьякову, выразился о её происхождении так: «…мать моя родная дочь Светлейшего князя Потемкина-Таврического, а со стороны матери — тоже высокоозначенного происхождения».

Грудного ребёнка Григорий Потёмкин отвёз к сестре Марии Александровне Самойловой, опекуном девочки был назначен его племянник Александр Николаевич Самойлов. Позже, в 1780-е годы, в воспитатели Елизаветы Тёмкиной был определён лейб-медик Иван Филиппович Бек, лечивший внуков Екатерины II. Затем ребёнка отдали на обучение в пансион. По свидетельству сына: «Она воспитывалась в Петербурге, в лучшем тогда пансионе Беккера и прямо из пансиона выдана замуж за моего отца, бывшего тогда товарищем детства Великого князя Константина Павловича и получила от Потёмкина обширные поместья в Новороссийском крае».
4 июня 1794 года Елизавету выдали замуж за секунд-майора Ивана Христофоровича Калагеорги. В семье было 10 детей: 4 сына и 6 дочерей.

### Портрет

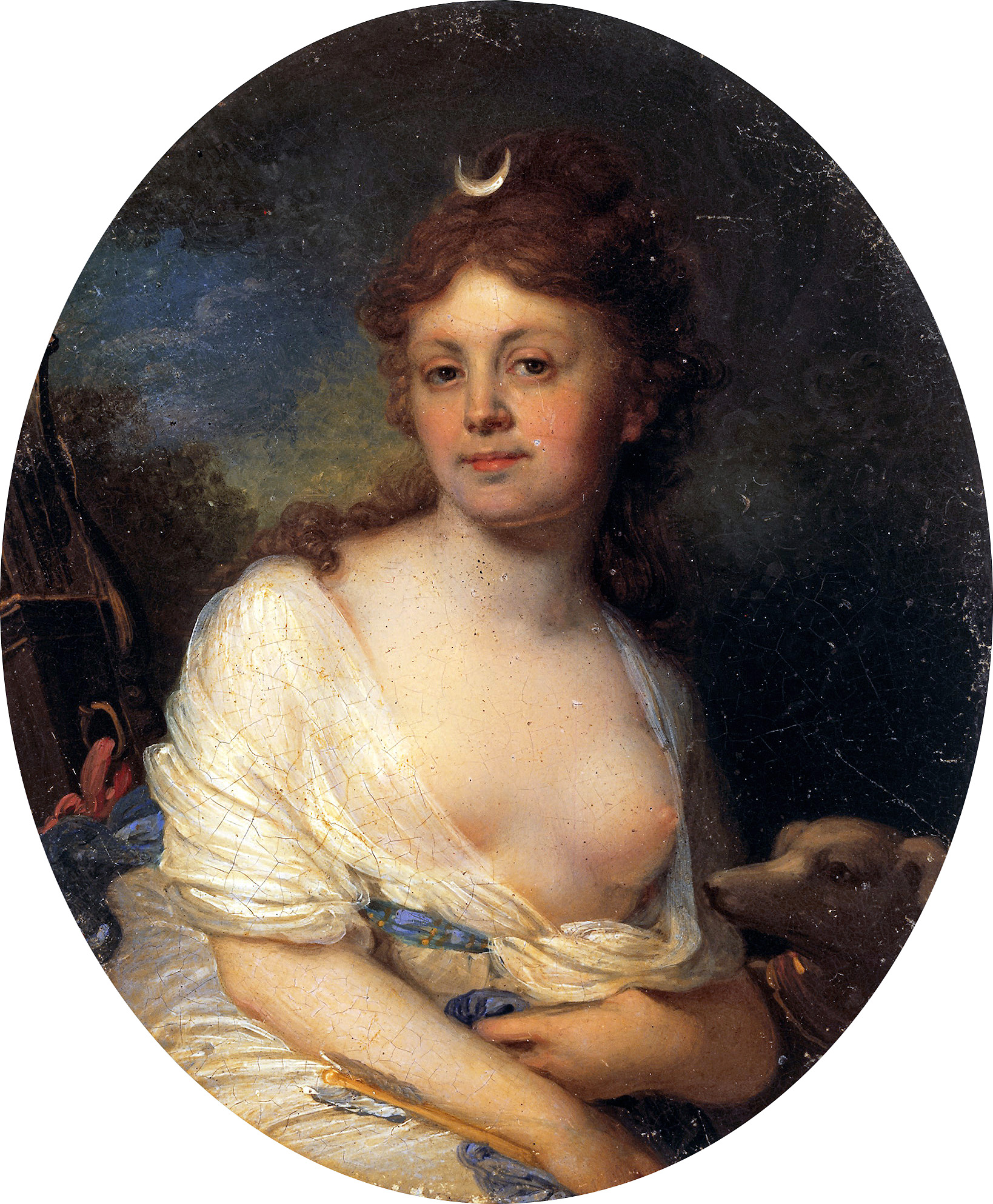
В. Л. Боровиковский. «Портрет Тёмкиной в образе Дианы»

В 1797 году Александр Самойлов заказал художнику Владимиру Боровиковскому портрет Елизаветы, которой было тогда 22 года. «Пускай Елизавета Григорьевна будет написана таким образом, чтоб шея была открыта, а волосы растрёпанными буклями лежали на оной без порядку». Портрет был готов через год.
Боровиковский также выполнил его миниатюрное повторение на цинке, овальное, размером с открытку. Здесь Елизавета Тёмкина изображена в образе богини Дианы, с обнажённой грудью, с украшением в виде полумесяца в причёске.
На старости лет, один из сыновей Тёмкиной и Калагеорги — Константин Иванович, решил продать большой портрет за 6 тысяч рублей. В 1880-е годы он писал Третьякову: «Имея великолепный портрет моей матери работы знаменитого Боровиковского и не желая, чтобы это изящное произведение осталось в глуши Херсонских степей, я совместно с сыном моим, решились продать этот фамильный памятник и сделать его доступным, как для публики вообще, так в особенности для молодых художников и любителей живописи. Ваша галерея картин известна всем, а потому обращаюсь к вам с предложением, не угодно ли вам будет приобрести эту драгоценную вещь». Однако купить его тогда никто не решился. Внук Тёмкиной, мировой судья Николай Константинович снова пишет Третьякову: «Портрет моей бабушки имеет втройне историческое значение — по личности художника, по личности моей бабушки, и как тип красавицы восемнадцатого столетия, что составляет его ценность совершенно независимо от модных течений современного нам искусства» — однако искусство XVIII века тогда не интересовало музей. Только в 1907 году вдова Константина продала его одному видному московскому коллекционеру, И. Е. Цветкову, а с 1925 года портрет Е. Г. Тёмкиной находится в собрании Государственной Третьяковской галереи.
«Портрет Тёмкиной в образе Дианы» также был приобретён Третьяковской галереей — в 1964 году.

## Потомки
- Овсянико-Куликовский, Дмитрий Николаевич

- Прямой потомок Елизаветы Темкиной и Ивана Христофоровича Калагеорги — Андрей Лео Калагеорги (1967 г.р.), проживающий в США, указом Президента РФ В.Путина от 9 января 2024 года № 29 получил российское гражданство.